# 上杉顕定
上杉 顕定（うえすぎ あきさだ） は、室町時代後期から戦国時代にかけての武将・守護大名。山内上杉家11代当主。越後上杉家の出身で山内上杉家を継ぎ、関東争乱期の40年以上にわたって関東管領を務めた。

## 生涯

### 山内上杉家の家督相続
享徳3年（1454年）、上杉房定の子として誕生。寛正7年（1466年）2月、関東管領・上杉房顕が武蔵国五十子陣にて陣没したが男子がいなかった。家宰・長尾景信は長尾景仲の遺言であるとして房顕の従兄弟で上杉一族の重鎮である越後国守護・上杉房定の子に房顕の跡を継がせようとしたが、房定はこれを拒否した。このため同年10月には室町幕府8代将軍・足利義政からも改めて房定の子を後継とするよう命じられ、房定の次男である龍若（顕定）が山内上杉家の家督を継いで当主となった。

### 享徳・長享の争乱
時は享徳の乱の最中であり、古河公方・足利成氏と関東の覇権をかけて五十子の戦いなどで争い、文明3年（1471年）には古河御所を占領してこれに勝利している。しかし文明8年（1476年）に有力家臣の長尾景春が古河公方と結んで離反したため苦境に陥り（長尾景春の乱）、翌文明9年（1477年）正月には五十子陣からも撤退せざるを得なくなった。この乱の背景には顕定の入嗣前に既に顕在化していた上杉氏体制内部の矛盾、即ち権力闘争があったとされる。
更にこの乱に乗じて攻め入った成氏軍に上野国白井付近まで追い詰められた顕定と扇谷上杉家の上杉定正は、文明10年（1478年）正月に幕府と成氏の和睦を取り持つことを条件に古河公方と和睦した。その後、景春の反乱は扇谷上杉家家宰の太田道灌の活躍によって鎮圧されたが、道灌の活躍を通じて扇谷上杉家が台頭するようになった。
文明14年（1482年）に顕定の父・房定の仲介で幕府と古河公方の和睦が成立し30年に及んだ享徳の乱は終結したが、顕定は定正と対立し、定正が道灌を暗殺したのを契機に長享元年（1487年）に長享の乱が起こる。長享2年（1488年）に両者の抗争は本格化し、「関東三戦」といわれる実蒔原・須賀谷原・高見原の合戦で顕定は定正に押されるが、関東管領の山内家とその分家的存在の扇谷家とでは実力が隔絶しており、抗争が長期化するにつれて顕定が次第に有利に立つようになった。
明応2年（1493年）、もとは山内家の領国で堀越公方に譲られていた伊豆国へ伊勢宗瑞が討ち入るという事件（伊豆討ち入り）が起こった。明応3年（1494年）に両上杉氏の抗争が再発すると、定正は伊勢宗瑞の軍を相模国・武蔵へ招き入れたが、荒川を挟んで対陣していたところで定正が急死したため伊勢軍は撤退した。長享の乱初期に扇谷家を支援していた古河公方もこの頃には一転して山内家方となっていた。
明応5年（1496年）には顕定の軍勢は相模に攻め入り、7月に宗瑞の弟・伊勢弥二郎の立て籠もる小田原城を自落させた。この戦いで相模の西郡は「一変」したという。その後、東郡へ軍勢を進め上田氏の実田要害を囲み、更に定正の跡を継いだ上杉朝良の出陣を受けて河越に軍を進めた。明応6年（1497年）に顕定は河越城に対する前線基地として武蔵上戸（現在の河越館跡）に陣を置き古河公方・足利政氏を招いた。政氏は数ヶ月の在陣の後に古河へ帰還するが、上戸陣はその後も7年にわたり山内家の陣所として機能した。
永正元年（1504年）3月に伊勢宗瑞が上杉朝良の要請に応え、長井広直が籠る椚田城に進軍した。しかし、顕定は勝沼城を本拠とする三田氏宗や神成城の小幡景高に援軍を要請し、さらに長尾顕忠の宿老・矢野憲信に甲斐を経由して、駿州御厨に進軍させた。駿州御厨に進軍させた軍は梨木沢でその地を治める葛山氏と伊勢宗瑞の留守居軍と戦闘となり、葛山孫四郎を討ち取っている。結局、伊勢宗瑞の椚田城攻略は失敗した。同年8月、駿河国守護・今川氏親と伊勢宗瑞の援軍を再びえた上杉朝良と戦うが（立河原の戦い）、2,000人余りの死者を出して大敗する。しかし実家の越後上杉家の援軍を受けて反撃に及び、翌年には朝良を河越城に攻めて降伏させ、朝良の江戸隠居を条件に和睦した。長享の乱における事実上の勝利宣言といえる。

### 古河公方との関係と永正の乱
明応3年（1494年）に古河公方と結びついて以来、顕定は東国における公方－管領体制の再構築を図っていた。特に足利政氏とは、礼的な秩序における待遇の向上を実現させ、さらには政氏の弟・義綱を養子として迎え入れて、「顕実」と改称させるなどして密接な関係を築いた。顕実はそれより以前に養子となっていた憲房を差し置き、顕定の正統な家督後継者に据えられたとみられている。後に政氏と子の高氏（高基）が不和となると、顕定はこれを憂えて出家して「可諄」と称し、両者の仲介に立った。
古河公方の内乱を収めた直後の永正6年（1509年）7月、顕定は養子・憲房と共に越後に攻め入り長尾為景（上杉謙信の父）と上杉定実を越中国に追放した。この侵攻は一般的に、永正4年（1507年）に顕定の弟で越後守護を務めていた上杉房能が守護代の為景を主力とした上杉定実軍に追われて自刃したことへの報復と捉えられている。
片桐昭彦はこれに加えて越後守護上杉家から上杉宗家の地位を奪還する意図があったと推測する。
また、山田邦明は、顕定が房能方であった色部氏と為景の和睦の道を探っていたり、伊達氏に宛てて「定実に対して一切の余儀（＝遺恨）は無い」と伝えていることから、永正5年の段階において顕定と為景は決定的な対立関係に無かったとして、直接的な契機を山内家の所領である妻有庄へ為景方の信濃衆が攻め入ったことに求める。
ともあれ、房能の仇討ちを大義名分として越後に攻め入った顕定軍は府内を制圧した。しかし顕定の越後統治は非常に強硬で上手くいかず、国人の反発を受けた。翌年になって長尾為景らの反攻に遭う。同年、足利義稙の命令で信濃国佐久郡の伴野貞慶と大井行満の争いを和解させている。しかし翌永正7年（1510年）6月20日の長森原の戦いで長尾為景の援軍であった高梨政盛に敗北し自刃、享年57。
死後、顕実が関東管領を継いだが、越後から帰還した憲房が顕実と衝突して内乱を起こし、山内家の衰退に繋がった。また、顕定が山内家の養子になって以来、緊密な関係にあった山内家と越後上杉家および長尾家の関係も断絶し、関係が修復されるのは上杉憲政と長尾晴景の時代になって以降である。

## 管領塚

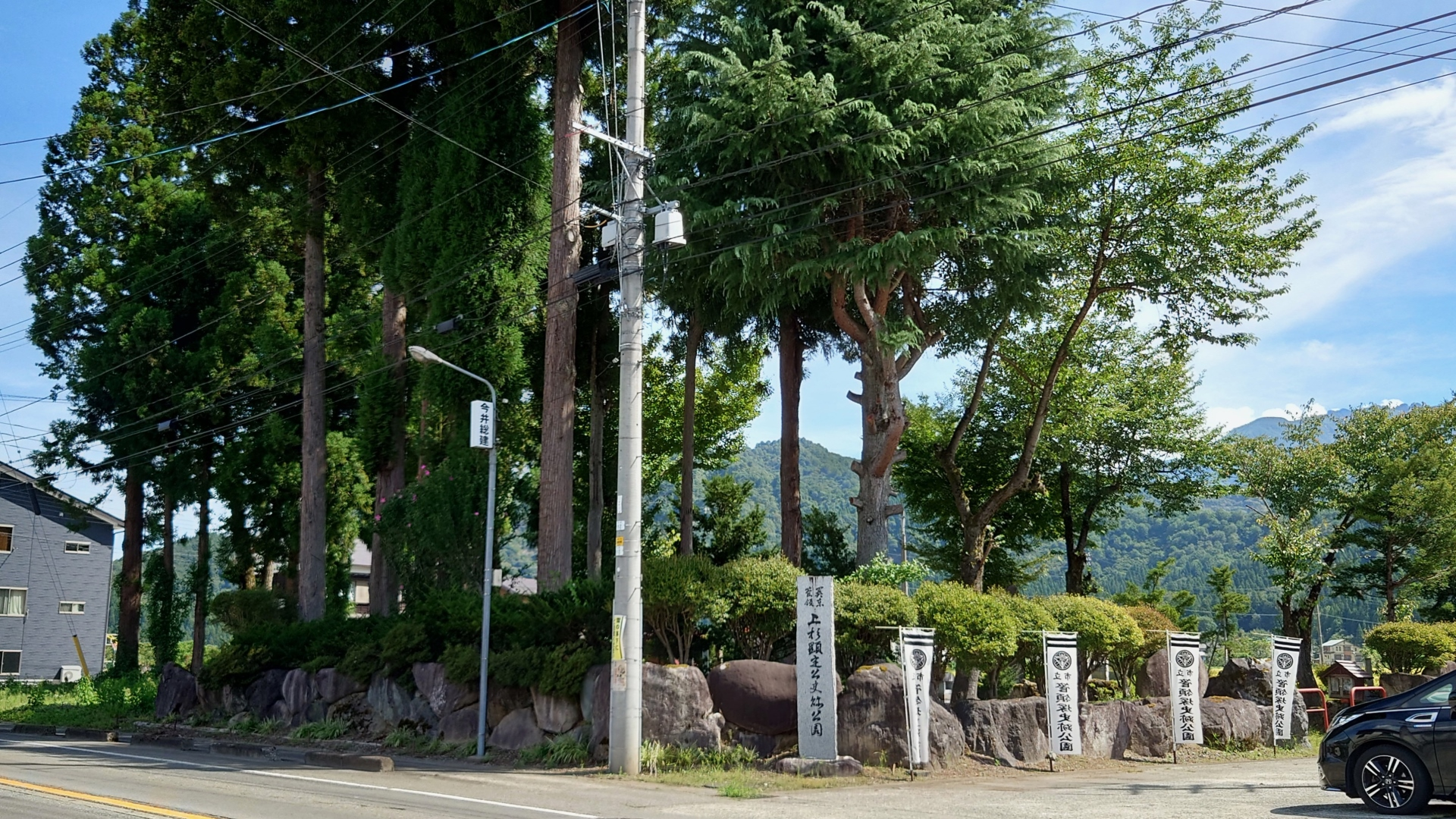
管領塚

新潟県南魚沼市下原新田の周辺には、かつて長森原の戦いの戦没者を埋葬したとの伝承をもつ塚が点在していたが（下原百塚）、その中でひと際大きな塚は管領塚と呼ばれ顕定の墓と伝えられている。近代に行われた一部の発掘調査では鎧通しが出土しており、更には武具や人骨も出土したという話もある。現在、管領塚は史跡公園として整備されているが元の塚からは移築されたものである。